# Nissan NV200
Nissan NV200 — лёгкий коммерческий автомобиль, выпускающийся Nissan Motor Company с 2009 года. О намерении выпустить международный LCV на замену японскому Nissan Vanette Van и европейскому Nissan Kubistar компания заявила в 2007 году. В конце октября, на Токийском автосалоне, был представлен одноимённый концепт-кар. В марте 2009 года была представлена окончательная версия на Женевском автосалоне. В апреле начались заказы на модель в Японии, а в мае автомобиль поступил в свободную продажу. В Европе его продажи начались осенью того же года, В Китае — в июне 2010 года, а в Индонезии он продаётся с 2012 года. С октября 2011 года Mitsubishi выпускается ребеджированную модель под именем Delica D:3.
В апреле 2010 года автомобиль был назван «Фургоном 2010 года» журналом Professional Van and Light Truck.

## Характеристики
NV200, в зависимости от рынка продаж, имеет на выбор 5 видов двигателей: 1,5-литровый бензиновый «атмосферник» (продаётся только в Индонезии), 1,6-литровый бензиновый двигатель, доступный во многих странах, 2-литровый бензиновый мотор для Северной Америки и 1,5-литровый турбодизель для Европы мощностью 90 или 110 лошадиных сил. Передачу мощности осуществляет 5- или 6-ступенчатая механическая коробка переключения передач, 4-ступенчатый «автомат», либо бесступенчатая трансмиссия.
- Размерность колёс — 165/?R14-6PRLT, 165/?R14-8PRLT, 175/70 R14
- Передняя подвеска — независимая, типа MacPherson
- Задняя подвеска — рессорного типа
- Радиус разворота — 11,1
- Передние тормоза — дисковые, вентилируемые
- Задние тормоза — барабанные

## Оснащение
NV200 представлен в 4 версиях — 2-местной грузовой, 5-местной грузопассажирской, 7-местной пассажирской и 7-местной пассажирской с дополнительной отделкой и оснащением — EVALIA. При складывании всех рядов сидений (задние сиденья складываются по бокам, средние откидываются вперёд) автомобиль имеет пространство 2040 мм в длину. Грузовая версия имеет распашные задние двери, пассажирская — сплошную поднимающуюся дверь, а грузопассажирская версия может иметь оба типа дверей, последние также имеют сдвигающиеся задние боковые окошки.
В базовой версии имеется аудиосистема с CD-чейнджером, центральный замок, Bluetooth, система обогрева и вентиляции, и, как и во многих других подобных автомобилях, в NV200 много различных отсеков и ящичков. В качестве дополнительного оборудования предлагаются камера заднего вида, электрические стеклоподъёмники, улучшенная аудиосистема и т. д. Из систем безопасности автомобиль имеет ABS и EBD, систему помощи при экстренном торможении, фронтальные подушки безопасности, за доплату предоставляются ESP и боковые подушки безопасности. Капот автомобиля изготовлен из специального материала, максимально поглощающего энергию удара для безопасности пешеходов.

## Электрическая версия
В 2012 году на Североамериканском международном автосалоне был представлен полностью электрический концепт автомобиля, названный e-NV200. Он оснащается батареями объёмом 24 кВт⋅ч и может проехать без подзарядки 117 км. Продажи автомобиля начались в 2013 году.

## Производство в Северной Америке
Производство Nissan NV200 началось на сборочном заводе Nissan Mexicana в Куэрневаке в 2013 году для рынка Северной Америки. К 2020 году Nissan захватила лишь небольшую часть рынка коммерческих фургонов в Америке и вскоре после этого объявила, что производство NV200 для Северной Америки завершится летом 2021 года.

## Такси
В мае 2011 года NV200 выиграл тендер на поставку автомобилей для использования в такси Нью-Йорка. В апреле 2012 года Nissan представили версию для такси. Она дополнительно имеет стеклянную крышу, сдвижные двери вместо обычных, кондиционирование задних сидений, специальное устройство для людей с плохим слухом, розетки возле задних сидений для зарядки телефонов и стеклянную перегородку между водителем и пассажиром для безопасности.
Кроме того, в связи с банкротством лондонской таксомоторной фирмы Manganese Bronze Holdings, ожидается, что автомобиль будет использоваться и в качестве лондонского такси. Такси-версия, названная London Taxi, соответствует требованиям организации, регулирующей движение в столице Великобритании (например, диаметр разворота автомобиля составляет 7,6 метра).

## Chevrolet City Express
В мае 2013 года Nissan и General Motors заявили о заключении соглашения, по которому Chevrolet будет производить свой фургон на базе NV200. Такое решение было принято GM для улучшения конкуренции с Ford (который давно и успешно продаёт модель Transit) в сегменте лёгких коммерческих автомобилей. Цены, комплектации и технические характеристики кампания объявила в 2013 году.
Chevrolet прекратила продажи City Express в 2018 году и сообщила дилерам, чтобы они немедленно прекратили принимать заказы, сославшись на низкие продажи и несовместимость с запчастями GM.

## Безопасность
Автомобиль прошёл тест Euro NCAP в 2013 году:
| Euro NCAP                                                           | Euro NCAP | Euro NCAP | Euro NCAP             |
| ------------------------------------------------------------------- | --------- | --------- | --------------------- |
| · общий рейтинг                                                     |           |           |                       |
| 68%                                                                 | 81%       | 67%       | 55%                   |
| взрослый пассажир                                                   | ребёнок   | пешеход   | активная безопасность |
| Протестированная модель: Nissan Evalia 1,5dCi Full Trim, LHD (2013) |           |           |                       |

В 2014 году аналогичный тест прошла версия e-NV200, однако заметного улучшения результата не было:
| Euro NCAP                                                                            | Euro NCAP | Euro NCAP | Euro NCAP             |
| ------------------------------------------------------------------------------------ | --------- | --------- | --------------------- |
| · общий рейтинг                                                                      |           |           |                       |
| 75%                                                                                  | 80%       | 60%       | 38%                   |
| взрослый пассажир                                                                    | ребёнок   | пешеход   | активная безопасность |
| Протестированная модель: Nissan e-NV200 Evalia Electric Motor Ludo Combi, LHD (2014) |           |           |                       |

- Такси-версия
- Электрическая версия
- Пассажирская версия
- Вид сзади